# Legnetti
I legnetti (o claves) sono uno strumento a percussione della famiglia degli idiofoni, formato da un paio di cilindretti (20-30 cm), tradizionalmente di legno ma che possono anche essere costruiti in fibra di vetro o plastica, data la più lunga resistenza di questi materiali.
Quando vengono percossi tra loro, i legnetti producono un suono abbastanza brillante, secco e breve. Sono facili da costruire anche con canne di bambù e manici di scopa. La forma è regolarmente appiattita o cilindrica, in legno pieno, ma occasionalmente possono essere usate altre forme (scavati al centro o resi concavi), per amplificare il suono.
Le claves sono molto importanti nella musica afro-cubana, come nel son e nella salsa. Esse sono spesso usate per suonare una figura ritmica ripetitiva all'interno del pezzo, conosciuta come il ritmo della clave, del quale si conoscono molte differenti variazioni, ciascuna usata per un differente stile musicale.

## Tecnica

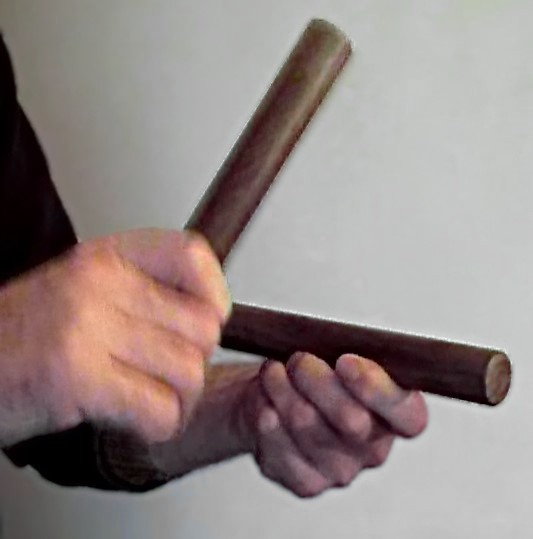
Come si suonano i legnetti

Il principio alla base dell'uso delle claves è di permettere che almeno uno dei legnetti possa risuonare. La tecnica classica è quella di tenerne uno debolmente tra il pollice e i polpastrelli della mano non dominante, con il palmo rivolto verso l'alto. Ciò conferisce alla mano una forma che ricrea una camera di risonanza per la clave. Tenendo la clave sulla punta delle unghie viene prodotto un suono più chiaro. L'altro legnetto è tenuto dalla mano dominante con fermezza, quasi come una normale bacchetta da tamburo. Con l'estremità di questa clave, il suonatore batte al centro dell'altra clave.